# Mamers Valles
Los Mamers Valles son un conjunto de canales en un cañón largo y sinuoso en el norte de Marte. Cubren 1000 km, atravesando las tierras altas llenas de cráteres de Arabia Terra, desde el cráter Cerulli hasta el Deuteronilus Mensae, cerca del borde de las vastas tierras bajas del norte de Marte. A través de su sección media, tienen un ancho promedio de 25 km y una profundidad de 1200 metros.
Las teorías de la formación de cañones incluyen que Mamers Valles se formó por agua o lava, con el flujo de sur a norte y material adicional que fluye desde la pendiente hacia el fondo del valle. De acuerdo con la teoría más popular, las características lineales en el fondo del valle indican posibles flujos de hielo y que el hielo puede ser abundante en la actualidad. Los Mamers Valles datan del período hespérico temprano, hace unos 3.800 millones de años.
Un cañón alimentador en el borde noroeste de Mamers Valles, cerca de su desembocadura (visto en la parte inferior de la foto en la parte inferior derecha), es un cañón de caja. Se supone ampliamente que tales cañones (con paredes de cabecera redondeadas y sin alimentadores terrestres obvios) se formaron por un proceso de erosión por infiltración. Sin embargo, se ha sugerido que este cañón lateral se formó por una inundación catastrófica (Lamb, 2008). El caso está respaldado por la comparación con Box Canyon, Idaho, EE. UU., que muestra una morfología similar, pero también exhibe características tales como piscinas de inmersión, socavación de rocas en el borde del dintel y una muesca en el borde del dintel, lo que sugiere un flujo de gran volumen.
Los Mamers Valles fueron nombrados en 1976, su nombre viene de la palabra "Marte" en idioma osco.

## Galería

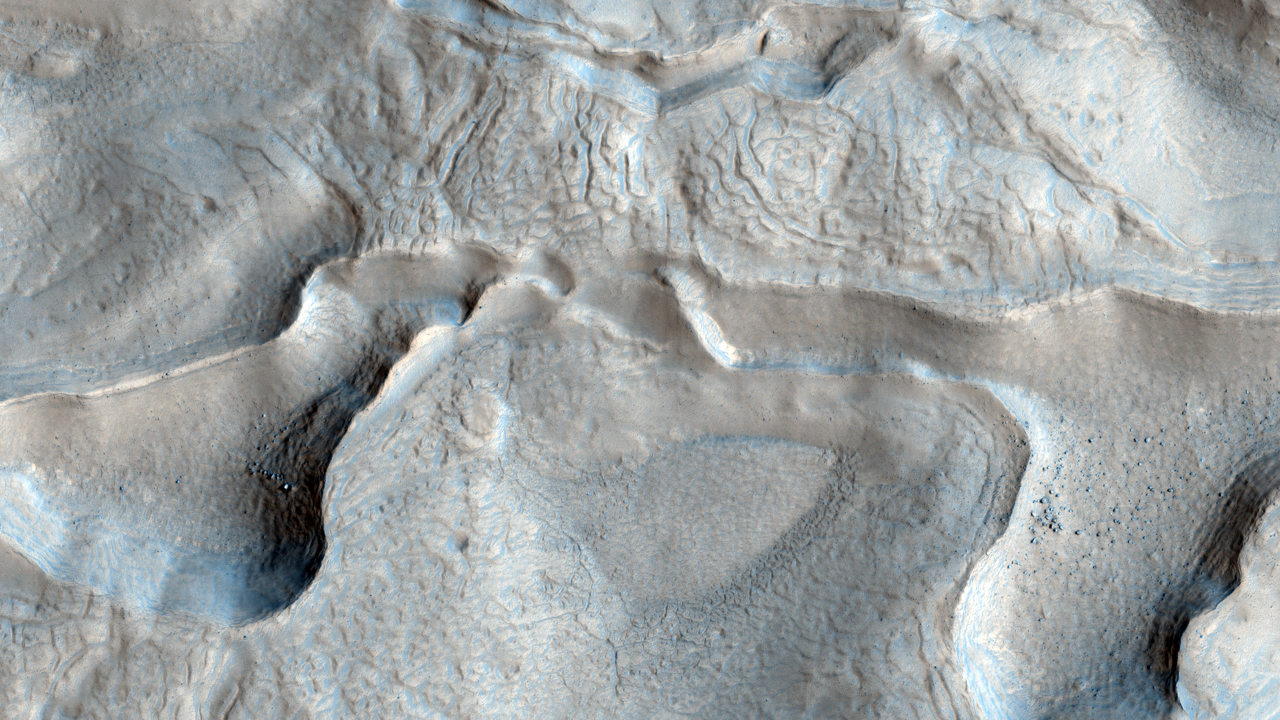
Características de flujo de tipo glacial cerca de Mamers Valles. Las escarpas y las colinas parecen retorcidas como melcocha, probablemente como resultado del lento movimiento del hielo subterráneo. Tenga en cuenta el suelo estampado en la parte superior central. Estas texturas a pequeña escala pueden ser el resultado de la sublimación (evaporación) del hielo bajo la superficie combinada con los cambios similares a melcocha en la superficie del suelo. El ancho de la imagen es de aproximadamente un kilómetro.